# Natacha Kudritskaya
Natacha Kudritskaya   (Kíiv, 1983) és una pianista ucraïnesa que viu a França.

## Biografia
Natacha Kudritskaya va créixer a Kíiv i va rebre les seves primeres lliçons de piano als set anys. Va assistir a l'Escola de Música Lysenko Central de Kíiv per a nens i joves amb un gran talent. Després va estudiar piano a l'Acadèmia Nacional de Música Txaikovski de Kíiv, particularment a les classes d'Irina Barinova i Igor Riabov. Els anys 2000 i 2002, va fer una gira pels Estats Units com a solista amb l'Orquestra Filharmònica Nacional d'Ucraïna de Kíiv.
Natacha Kudritskaya viu a França des del 2003. Del 2003 al 2007, va estudiar al Conservatori de París amb Alain Planés. Es va graduar amb honors a l'Acadèmia Nacional de Música Piotr Txaikovski d'Ucraïna el 2006. Va perfeccionar la seva interpretació mitjançant estudis de postgrau amb Jacques Rouvier a París i amb Stefan Vladar a la Universitat de Música i Art Dramàtic de Viena de Viena. Altres professors i assessors van ser Dmitri Bashkirov, Elisabeth Leonskaja, Christoph Eschenbach, Jean-Claude Pennetier i Claudio Martínez Mehner.
El 2008 i el 2009, va rebre beques simultànies de la Fondation Adami, la Fundació Groupe Banque Populaire i la beca Société Générale.
Natacha Kudritskaya ha actuat al Museu d'Orsay, la Cité de la Musique i la Salle Cortot de París, així com al Festival de la Roque d'Antheron, el Festival de la Grange de Meslay, el Festival de Dinard, el Festival de les Serres d'Auteil, el Festival de l'Epau i el Festival del Perigord Noir. Com a solista o companya de música de cambra, ha actuat a Viena, Gstaad, Kuhmo, Riga, Bratislava, Frankfurt, Londres, Santander, Stift i Attergau, entre d'altres. Les gires l'han portat a Ucraïna, Israel i els EUA.
En el seu temps lliure, Natacha Kudritskaya juga a futbol, principalment com a portera.

## Discografia
El 2012, Natacha Kudritskaya va gravar el seu primer CD, dedicat íntegrament al compositor francès Jean-Philippe Rameau. Va ser publicat pel segell Pid.

## Premis
- 2000: 1r Premi al Concurs Rakhmàninov per a Joves Pianistes a Novgorod, Rússia
- 2009: 1r Premi al Concurs Internacional de Música Vibrarte
- Gran Premi de la Fundació Safran
- Guanyador del Concurs SPEDIDAM "Generacions"
- Premi Robert Casadesus per la seva interpretació personal i amb caràcter de la literatura pianística francesa.[5]